# Branai Castriota

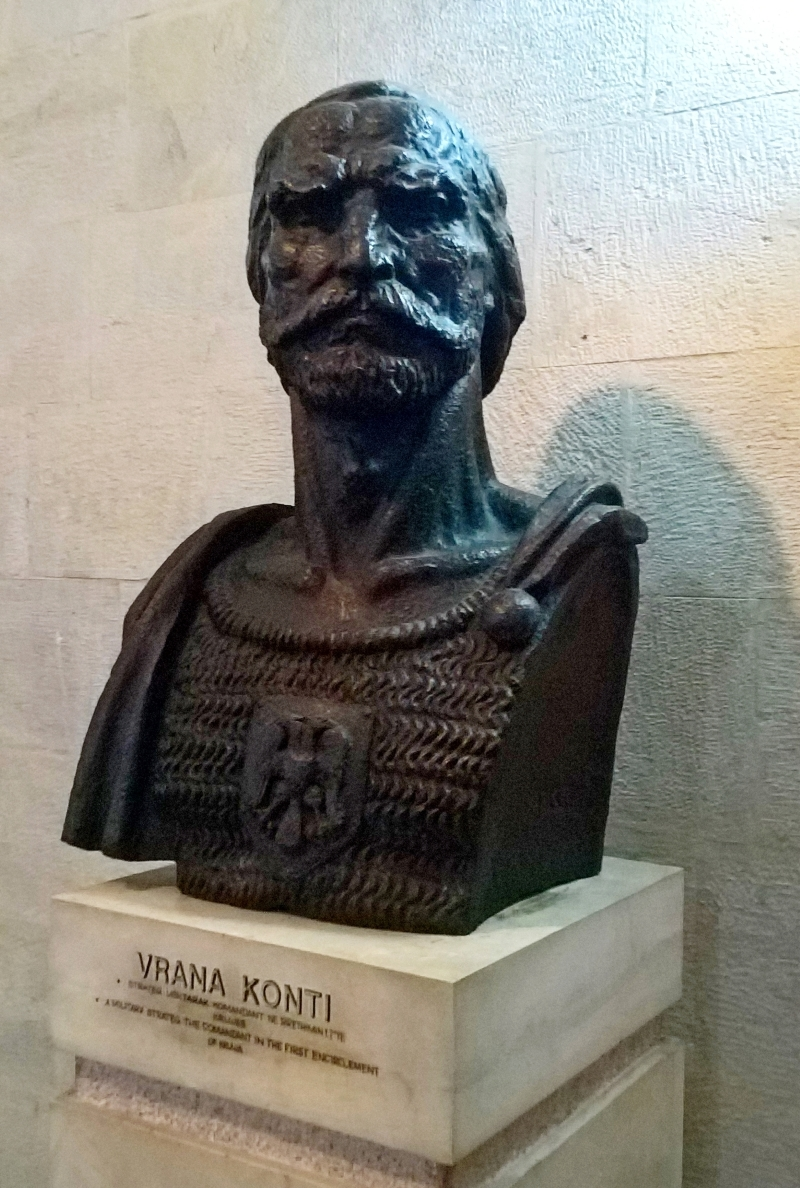
Vrana Conte

I "Branai Castriota" o "Granai Castriota" (alb. Wranan Kastrioti), discendono da Branai o Brana (italianizzato Bernardo; † 1505), figlio di Vrana Konti. 
La parziale omonimia con la famiglia Castriota ha spesso fuorviato gli storici; in realtà non si parlò mai di una parentela tra le due famiglie. In ogni caso, è evidente che i Branai Castriota giocarono, consapevolmente o inconsapevolmente, sull'equivoco in un ambiente sociale in cui l'antichità e le glorie della stirpe erano molto importanti ai fini dell'affermazione sociale di una famiglia; essi furono accettati come discendenti, o parenti, di un eroe (Georgio Castriota, detto Scanderbeg) prestigioso che nella memoria collettiva era impropriamente considerato un sovrano, salendo per ciò più di un gradino della scala sociale.
I figli di Vrana Konti, Branai, Giovanni e Stanissa giunsero in Italia al seguito di Andronica, vedova di Skanderbeg nel 1468.

## Luoghi e architetture

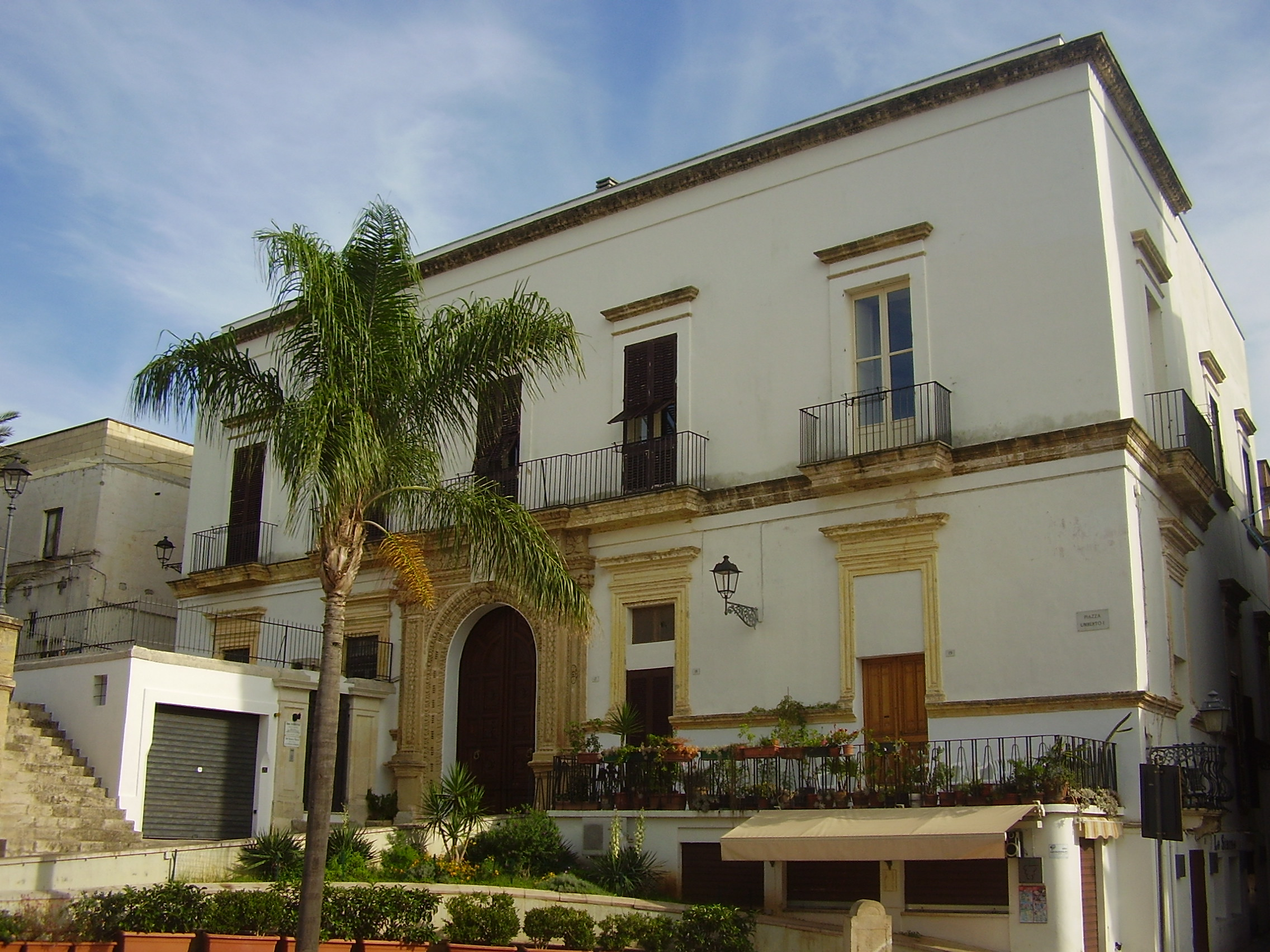
Palazzo Branai (Granai) Castriota a Parabita

- Palazzo Marchesale o Palazzo Castriota dei Branai (Granai Castriota) a Melpignano.
- Il Castello angioino a Parabita; con l'avvento della famiglia Branai (Granai) Castriota, feudatari dal 1535 al 1678, la fortezza venne ristrutturata e ammodernata secondo i criteri militari dell'epoca.
- Il Palazzo d'Alfonso o (Branai) Castriota a Parabita è stato fatto costruire da Alfonso Branai (Granai) Castriota, marchese di Atripalda; il palazzo fu dato in dote al nipote Pirro, figlio naturale del fratello Giovanni.